# Дерна (комуна)
Дерна (рум. Derna) — комуна у повіті Біхор в Румунії. До складу комуни входять такі села (дані про населення за 2002 рік):
- Дерна (1020 осіб) — адміністративний центр комуни
- Дернішоара (656 осіб)
- Сакаласеу-Ноу (321 особа)
- Сакаласеу (666 осіб)
- Трія (358 осіб)

Комуна розташована на відстані 425 км на північний захід від Бухареста, 32 км на північний схід від Ораді, 108 км на північний захід від Клуж-Напоки.

## Населення
За даними перепису населення 2002 року у комуні проживала 3021 особа.
Національний склад населення комуни:
| Національність | Кількість осіб | Відсоток |
| -------------- | -------------- | -------- |
| румуни         | 2184           | 72,3%    |
| словаки        | 629            | 20,8%    |
| угорці         | 183            | 6,1%     |
| цигани         | 23             | 0,8%     |
| німці          | 2              | 0,1%     |

Рідною мовою назвали:
| Мова      | Кількість осіб | Відсоток |
| --------- | -------------- | -------- |
| румунська | 2205           | 73,0%    |
| словацька | 634            | 21,0%    |
| угорська  | 180            | 6,0%     |
| циганська | 1              | < 0,1%   |
| німецька  | 1              | < 0,1%   |

Склад населення комуни за віросповіданням:
| Релігія            | Кількість осіб | Відсоток |
| ------------------ | -------------- | -------- |
| православні        | 1946           | 64,4%    |
| римо-католики      | 536            | 17,7%    |
| п'ятдесятники      | 328            | 10,9%    |
| реформати          | 104            | 3,4%     |
| баптисти           | 51             | 1,7%     |
| греко-католики     | 24             | 0,8%     |
| адвентисти         | 6              | 0,2%     |
| атеїсти            | 1              | < 0,1%   |
| не вказали релігію | 1              | < 0,1%   |